# Jun Akiyama (diseñador de videojuegos)
Jun Akiyama (秋山 淳 Akiyama Jun?) (nacido en 1973) es un director de eventos y guionista de videojuegos japonés que trabaja en Square Enix. Se unió a la empresa predecesora Square en 1995. En su papel de director de eventos de Final Fantasy VII, Akiyama fue responsable de los elementos de la historia y de las escenas que involucraban a los personajes Red XIII y Yuffie Kisaragi, respectivamente. Durante su trabajo como director de eventos de Vagrant Story, intentó que las transiciones entre el juego y las escenas de eventos fueran lo más fluidas posible. Los gráficos totalmente poligonales del juego implicaban movimientos de cámara precisos, animaciones de los personajes y el uso de diferentes efectos de lente.
A finales de 1999, Akiyama vio la película animada de Tarzán de Disney y luego le suplicó al director y guionista de Kingdom Hearts, Tetsuya Nomura, para unirse al equipo del juego. Se convirtió en el director de planificación de eventos y en uno de los guionistas de los escenarios, encargándose del segmento temático de Tarzán, entre otros. Akiyama trató de inyectar humor al estilo Disney en el juego, como una escena en la que el Pato Donald es aplastado por una puerta que se abre. También sugirió que el personaje de Final Fantasy VIII, Squall Leonhart, fuera rebautizado como Leon para mantener el suspense antes de su primera aparición en pantalla. En enero de 2002, Akiyama se unió al proyecto de Final Fantasy XII como director de eventos a cargo de aspectos como los movimientos de cámara, la voz en off y los movimientos. Cuando Yasumi Matsuno dejó de ser el director del juego a mediados de 2005, expresó su gran confianza en los miembros restantes del equipo, entre ellos Akiyama. Muchas de las ideas de la historia que Akiyama ideó junto al guionista Daisuke Watanabe tuvieron que ser abandonadas para poder terminar el juego a tiempo. Durante un tiempo, Akiyama fue el director de planificación de eventos de Final Fantasy Versus XIII (que más tarde se convirtió en Final Fantasy XV).

## Trabajos
| Título                                            | Año de lanzamiento | Plataformas                     | Crédito(s)                                                       |
| ------------------------------------------------- | ------------------ | ------------------------------- | ---------------------------------------------------------------- |
| DynamiTracer                                      | 1996               | Super Famicom                   | Diseño de eventos                                                |
| Final Fantasy VII                                 | 1997               | PlayStation                     | Planificador de eventos, planificador del minijuego de snowboard |
| Final Fantasy Tactics                             | 1997               | PlayStation                     | Planificador de eventos                                          |
| Vagrant Story                                     | 2000               | PlayStation                     | Director de eventos                                              |
| Kingdom Hearts                                    | 2002               | PlayStation 2                   | Director de planificación de eventos, escritor de escenarios     |
| Final Fantasy Tactics Advance                     | 2003               | Game Boy Advance                | Editor de guion de eventos                                       |
| Kingdom Hearts II                                 | 2005               | PlayStation 2                   | Agradecimientos especiales                                       |
| Final Fantasy XII                                 | 2006               | PlayStation 2                   | Dirección de eventos                                             |
| Final Fantasy XII International Zodiac Job System | 2007               | PlayStation 2                   | Dirección de eventos                                             |
| Final Fantasy Tactics A2: Grimoire of the Rift    | 2007               | Nintendo DS                     | Agradecimientos especiales                                       |
| Final Fantasy XIII                                | 2009               | PlayStation 3, Xbox 360         | Equipo de desarrollo de Crystal Tools                            |
| Final Fantasy XIV                                 | 2010               | Windows                         | Producción de cinemáticas en alta calidad                        |
| World of Final Fantasy                            | 2016               | PlayStation 4, PlayStation Vita | Director de eventos                                              |
| Final Fantasy XV                                  | 2016               | PlayStation 4, Xbox One         | Agradecimientos especiales                                       |
| Final Fantasy XII The Zodiac Age                  | 2017               | PlayStation 4                   | Director eventos                                                 |